# سميث إس. تورنر
سميث إس. تورنر (بالإنجليزية: Smith S. Turner)‏ هو محامي وسياسي أمريكي، ولد في 21 نوفمبر 1842 في مقاطعة وارين في الولايات المتحدة، وتوفي في 8 أبريل 1898 في فرونت رويال في الولايات المتحدة. حزبياً، نشط في الحزب الديمقراطي. وقد انتخب عضو مجلس نواب الولايات المتحدة عن ولاية فرجينيا وانتخب عضو مجلس النواب الأمريكي.